# František II. Rákóczi
František II. Rákóczi [rákóci] (maďarsky II. Rákóczi Ferenc; 27. března 1676 Borša – 8. dubna 1735 Tekirdağ) byl uherský šlechtic a sedmihradský kníže, vůdce neúspěšného protihabsburského uherského povstání v letech 1703–1711.

## Život
Narodil se roku 1676 do významného uherského šlechtického rodu Rákócziů. Jeho otec František I. Rákóczi a někteří jeho další příbuzní se účastnili protihabsburských povstání, a proto byl během svého dospívání pod rakouským dohledem. Po smrti otce byl vychováván otčímem Imrichem Tökölym. Po porážce Tökölyho povstání v roce 1688 byl zajat a dán do výchovy jezuitům. 1688–1690 pobýval v Jindřichově Hradci jako student místního jezuitského gymnázia (dnešního Gymnázia Vítězslava Nováka), pak studoval u jezuitů na Malé Straně v Praze. Po sňatku s tehdy patnáctiletou Šarlotou Amálií z Hessen-Wanfriedu žil od roku 1694 na svém panství na východním Slovensku.
V roce 1701, nespokojený s habsburskou politikou v Uhrách, se pokusil na dálku navázat spojenectví s rakouským nepřítelem, francouzským králem Ludvíkem XIV. Plán uhersko-francouzského spojenectví byl však prozrazen a Rákóczi uvězněn. Po útěku z vězení žil v polském exilu, kde připravoval boj proti Habsburkům. V roce 1703 se po návratu do vlasti stal vůdcem právě vypuklého protihabsburského povstání. To začalo v době, kdy byla velká část rakouských vojsk zaměstnána válkou o španělské dědictví s Francií, a proto se rychle rozšířilo. Do prosince 1703 povstalci, zvaní kuruci, ovládli většinu tehdejšího Uher a Sedmihradska. V roce 1704 se stal Rákóczi sedmihradským knížetem a roku 1705 byl zvolen v Sečanech hlavou uherské stavovské konfederace. Kuruci si udržovali své pozice i díky francouzské finanční pomoci a jejím vojenským odborníkům. Velkou podporu mělo povstání u poddaných, kterým Rákóczi slíbil osvobození od jejich povinností.
Na sněmu uherské šlechty v Ónodu 1707 byli Habsburkové sesazeni z uherského trůnu. Rákóczi uzavřel tajnou smlouvu s carem Petrem I. Velikým k podpoře svých ambicí na polsko-litevský trůn. V důsledku vojenských neúspěchů Francie za války o dědictví španělské se Rákócziho povstání dostávalo do izolace; v roce 1708 byl poražen u Trenčína, což byla předzvěst blížícího se konce. Část povstalců přešla na stranu císaře Josefa I., jehož vojska převzala iniciativu a v letech 1708–1711 postupně dobyla Uhry zpět. Roku 1710, kdy byl již uherský odboj téměř poražen, se sedmihradský kníže rozhodl odejít do Polska, aby zde vyjednal vojenskou podporu od ruského státu. Zbylí uherští povstalci, vedení generálem Sándorem Károlyim, ale ukončili boje a v dubnu 1711 podepsali s císařem tzv. Satmárský mír. Ten jim zajistil amnestii, náboženskou svobodu a stavovské výsady. Rákóczi se již domů vrátit nemohl.
Rákóczi amnestii odmítl a odjel v roce 1713 do francouzského exilu. Zde pobýval nejdříve ve Versailles, poté v karmelitánském klášteře, kde psal své paměti. Při vyjednávání rastattského míru v roce 1714 se Ludvík XIV. marně přimlouval za jeho odškodnění. Za dva roky dostal pozvání od tureckého sultána, který organizoval tažení proti Rakousku a navrhl Rákóczimu spolupráci. V Turecku však byl Rákóczi zklamán, protože sultán s Habsburky uzavřel mír. Od té doby až do konce svého života žil Rákóczi v tureckém městě Tekirdağ, kde 8. dubna 1735 také zemřel. Pochován byl nejdříve v Cařihradu, roku 1906 byly jeho ostatky a ostatky jeho matky převezeny na Slovensko, kde jsou uloženy v košické katedrále svaté Alžběty.
Rákóczi je od roku 1997 vyobrazen na maďarské bankovce v hodnotě 500 forintů.